# Landgericht Lyck
Das Landgericht Lyck war ein preußisches Gericht der ordentlichen Gerichtsbarkeit im Bezirk des Oberlandesgerichtes Königsberg mit Sitz in Lyck.

## Geschichte
Das königlich preußische Landgericht Lyck wurde mit Wirkung zum 1. Oktober 1879 als eines von sieben Landgerichten im Bezirk des Oberlandesgerichtes Königsberg gebildet. Der Sitz des Gerichtes war Lyck. Das Landgericht war danach für die Kreise Angerburg, Johannisburg, Lötzen, Lyck, Oletzko und Sensburg zuständig. Ihm waren folgende zehn Amtsgerichte zugeordnet:
| Amtsgericht              | Sitz         | Bezirk |
| ------------------------ | ------------ | --- |
| Amtsgericht Angerburg    | Angerburg    | Kreis Angerburg |
| Amtsgericht Arys         | Arys         | aus dem Kreis Johannisburg der Stadtbezirk Arys und die Amtsbezirke Dombrowken, Eckersberg, Grondowken, Gutten, Mykossen, Spirding-See, Ublick und Wiersbinnen |
| Amtsgericht Bialla       | Bialla       | aus dem Kreis Johannisburg der Stadtbezirk Bialla und die Amtsbezirke Belzonzen, Drygallen, Kumilsko, Monethen, Groß Rogallen, Rosinsko und Ruhden             |
| Amtsgericht Johannisburg | Johannisburg | Kreis Johannisburg, außer den Teilen, die den Amtsgerichten Arys und Bialla zugeordnet waren                                                                   |
| Amtsgericht Lötzen       | Lötzen       | Kreis Lötzen, ohne den Teil, der dem Amtsgericht Rhein zugeordnet war                                                                                          |
| Amtsgericht Lyck         | Lyck         | Kreis Lyck |
| Amtsgericht Marggrabowa  | Marggrabowa  | Kreis Oletzko |
| Amtsgericht Nikolaiken   | Nikolaiken   | aus dem Kreis Sensburg der Stadtbezirk Nikolaiken und die Amtsbezirke Lucknainen, Schaden, Schimonken, Spirding und Wosnitzen                                  |
| Amtsgericht Rhein        | Rhein        | aus dem Kreis Lötzen der Stadtbezirk Rhein und die Amtsbezirke Gneist, Groß Jauer, Lawken und Orlen                                                            |
| Amtsgericht Sensburg     | Sensburg     | Kreis Sensburg ohne den Teil, der dem Amtsgericht Nikolaiken zugeordnet war                                                                                    |

Der  Landgerichtsbezirk  hatte 1888 zusammen 257.427 Einwohner. Am Gericht waren ein Präsident, zwei Direktoren und elf Richter tätig. Für  die Amtsgerichtsbezirke Sensburg, Nikolaiken und Rhein bestand eine Strafkammer am Amtsgericht Sensburg. Während der deutschen Besetzung Polens kamen 1940 das Amtsgericht Suwalken mit dem Gerichtsbezirk Landkreis Sudauen zum Landgerichtsbezirk hinzu.
Im Jahre 1945 wurde der Landgerichtsbezirk unter polnische Verwaltung gestellt, und die deutschen Einwohner wurden vertrieben. Damit endete auch die Geschichte des Landgerichtes Lyck.

## Richter
- Sigismund Droese (ab 1879)
- Franz Schlegelberger (1904–1914)
- Hugo Kalweit (Präsident ab 1934)